# Голубок
Голубок (Geotrygon) — рід голубоподібних птахів родини голубових (Columbidae). Представники цього роду мешкають в Мексиці, Центральній і Південній Америці та на Карибах.

## Опис
Голубки — невеликі і середнього розміру голуби, середня довжина яких становить 19–31 см, а середня вага — 77–225 г. Вони мають довгі, пристосовані до наземного способу життя лапи. Голубки мають темне забаровлення від бурого до фіолетового, їм не притаманний статевий диморфізм. Вони живляться насінням, плодами і ягодами, а також безхребетними, яких шукають на землі. Відпочивають і сплять вони на деревах, гніздяться на землі або в чагарниках. В кладці 1-2 яйця, пташенята покидають гнізда дуже рано.

## Види
Виділяють дев'ять видів:
- Голубок індиговий (Geotrygon purpurata)[10][11][12]
- Голубок сапфіровий (Geotrygon saphirina)
- Голубок чубатий (Geotrygon versicolor)
- Голубок бурий (Geotrygon montana)
- Голубок фіолетовий (Geotrygon violacea)
- Голубок білолобий (Geotrygon caniceps)
- Голубок гаїтійський (Geotrygon leucometopia)[13][14]
- Голубок зеленоголовий (Geotrygon chrysia)
- Голубок білощокий (Geotrygon mystacea)

Відомий також вимерлий вид голубка: Geotrygon larva.
За результатами молекулярно-генетичного дослідження низку видів, яких раніше відносили до роду Geotrygon було переведено до новостворених родів Zentrygon і Leptotrygon.

## Етимологія
Наукова назва роду Geotrygon походить від сполучення слів дав.-гр. γεω — земляний і τρυγων — голуб.